# Rosen Željazkov
Rosen Dimitrov Željazkov (in bulgaro Росен Димитров Желязков?; trasl. angl.: Rosen Dimitrov Zhelyazkov; Sofia, 5 aprile 1968) è un politico e avvocato bulgaro, Primo ministro della Bulgaria dal 16 gennaio 2025.
Dal 2018 al 2021, egli ha altresì ricoperto la carica di Ministro dei Trasporti e delle Comunicazioni sotto Bojko Borisov, nonché il ruolo di Presidente dell’Assemblea nazionale dal 2023 al 2024 e di suo membro dal 2021 al 2025. 
È stato nominato, dopo un lungo periodo di stallo istituzionale, alla carica di capo del governo il 15 gennaio 2025, venendo contestualmente approvato dall’Assemblea nazionale il giorno successivo, formando così il proprio governo.